# Bitwa pod Trzebnicą
Bitwa pod Trzebnicą – starcie zbrojne, stoczone 13 maja 1433 roku przez wojska husyckie księcia Bolka V z wojskami księcia Mikołaja V karniowskiego.
W 1433, podczas wojny polsko-krzyżackiej, zebrane głównie z terenu Śląska wojska husyckie pod dowództwem Jana Čapka, wspólnie z siłami polskimi, najechały i spustoszyły należącą do Zakonu Krzyżackiego Nową Marchię i Pomorze Gdańskie, docierając aż do Bałtyku.
Udział husytów w wyprawie miał kluczowe znaczenie dla sytuacji na Śląsku, gdzie pozostałe, nieliczne oddziały husyckie dowodzone przez księcia głogówecko-prudnickiego Bolka V Husytę oraz Piotra Polaka nie były w stanie przeciwstawić się rosnącemu w siłę obozowi antyhusyckiemu, w którego skład wchodzili między innymi biskup wrocławski Konrad Oleśnicki, książę raciborski Mikołaj V, książę oleśnicki Konrad V Kantner oraz książę brzeski Ludwik II. Osamotniony w walce Bolko V Husyta zaczął ponosić klęski z rąk książąt dolnośląskich i bogatego mieszczaństwa, tracąc zdobyte wcześniej tereny Dolnego i Górnego Śląska. Ostatecznie książę głogówecko-prudnicki został pokonany 13 maja 1433 w walnej bitwie pod Trzebnicą przez siły księcia raciborskiego Mikołaja V. Do końca 1433 roku udało się Ślązakom przejąć większość zajmowanych przez husytów miast i zamków. 28 grudnia 1434 załoga husycka opuściła Niemczę, a w styczniu 1435 biskup wrocławski odzyskał Otmuchów i Wierzbno. Były to ostatnie ośrodki husyckie na Śląsku, poza ziemiami pozostającymi pod bezpośrednią władzą Bolka V.